# Œnotrie
Durant l’Antiquité, l’Œnotrie était une région d’Italie méridionale alors appelée Grande-Grèce. « Œnotrie » (Οἰνωτρία en grec antique) renvoie au mot oinos (οἶνος, « vin », probablement en relation avec la viticulture de cette région) et aussi aux légendes grecques de l’arrivée des premiers colons grecs à une époque très reculée, correspondant à environ 17 générations avant la guerre de Troie. Les colons seraient des Arcadiens ayant traversé la mer Ionienne sous la conduite des deux fils de Lycaon et de la nymphe Cyllène (naïade) : Œnotros et Peukêtios qui auraient donné chacun son nom à une région de la péninsule : l’« Œnotrie » et la « Peucétie » (qui renvoie au mot peukê πευκή, « jolie, brillante »). 
L’Œnotrie était peuplée d’« Œnotres », nom donné de manière générique par les Grecs aux différentes ethnies indigènes rencontrées lors de leur installation sur la côte tyrrhénienne. Ces peuples disposaient d’institutions proches de celles des Grecs. Sont cités les Chônes, les Morgètes, les Sicules et les Iapyges. Les deux premiers parlaient des langues proches de l’osque ; les Sicules avant leur propre langue et on débat au sujet des derniers, dont on ignore si la langue était italique ou illyrique.
Il est fait mention de l’Œnotrie dans un passage de la Périodos Gês de Pseudo-Scymnos, portant sur la description de la Grande Grèce. L’auteur y présente Italos, roi des Œnotres. Pausanias le Périégète fait également mention de l’histoire de la région, et Virgile a repris ses indications. Strabon, dans le livre VI de sa Géographie, tente de définir les limites exactes de la région.